# توزيع ستيودنت الاحتمالي
في الإحصاء ونظرية الاحتمالات، يعتبر توزيع ستيودنت (بالإنجليزية: Student's t-distribution)‏ أحد التوزيعات الاحتمالية المهمة الذي تنشأ عند تقدير المتوسط الحسابي لمجتمع احصائي ذي توزيع طبيعي عندما تكون حجم العينة صغيرا ، عادة أقل من 30 شخص.
مثال: 
- توزيع درجات النجاح بين تلاميذ فصل . تجد أن  2/3 عدد التلاميذ لهم تقديرات متوسطة (قرب قمة التوزيع) ، وإلى أقصى اليسار  تجد عدد قليل من الراسبين ، وإلى أقصى اليمين تجد عددا  قليلا أيضا من الناجحين بتفوق.

## التوزيع التراكمي
الشكل السفلي يبين التوزيع التراكمي. وهو ينشأ من جمع جميع القيم بين -4 إلى -3 إلى -2 ....إلى +3 إلى +4.